# Speedway Motorsports
Speedway Motorsports, Inc. o SMI è una società statunitense, fondata nel 1994 a Concord e quotata in borsa.

## Storia
L'azienda, è una società statunitense che possiede vari circuiti dove si corrono le competizioni della NASCAR Sprint Cup e altre gare. I circuiti di proprietà sono l'Atlanta Motor Speedway, il Bristol Motor Speedway, il Charlotte Motor Speedway, il Dover Motor Speedway il Kentucky Speedway, il Las Vegas Motor Speedway, il New Hampshire Motor Speedway, il North Wilkesboro Speedway, il Sonoma Raceway e il Texas Motor Speedway.